# Josh Smith
Joshua Smith (Los Angeles, Califòrnia, 5 de desembre de 1985), és un jugador de bàsquet professional estatunidenc que juga als Atlanta Hawks de l'NBA.